# USS Picuda (SS-382)
USS Picuda (SS-382) là một  tàu ngầm lớp Balao được Hải quân Hoa Kỳ chế tạo trong Chiến tranh Thế giới thứ hai. Nó là chiếc tàu chiến duy nhất của Hải quân Hoa Kỳ được đặt cái tên này, theo tên loài cá ó sao. Nó đã phục vụ trong suốt Thế Chiến II, thực hiện tổng cộng sáu chuyến tuần tra và đánh chìm được 12 tàu Nhật Bản với tổng tải trọng 49.539 tấn. Được cho ngừng hoạt động sau khi xung đột chấm dứt vào năm 1946, nó được nâng cấp trong khuôn khổ Dự án GUPPY IIA vào năm 1952 để tiếp tục phục vụ trong giai đoạn Chiến tranh Lạnh cho đến năm 1972. Con tàu được chuyển cho Tây Ban Nha để tiếp tục hoạt động như là chiếc Narciso Monturiol (S-33) cho đến năm 1977, rồi cuối cùng bị tháo dỡ. Picuda được tặng thưởng sáu Ngôi sao Chiến trận do thành tích phục vụ trong Thế Chiến II.

## Thiết kế và chế tạo
Thiết kế của lớp Balao được cải tiến dựa trên  tàu ngầm lớp Gato dẫn trước, là một kiểu tàu ngầm hạm đội có tốc độ trên mặt nước cao, tầm hoạt động xa và vũ khí mạnh để tháp tùng hạm đội chiến trận. Khác biệt chính so với lớp Gato là ở cấu trúc lườn chịu áp lực bên trong dày hơn, và sử dụng thép có độ đàn hồi cao (HTS: High-Tensile Steel), cho phép lặn sâu hơn đến 400 ft (120 m). Con tàu dài 311 ft 9 in (95,02 m) và có trọng lượng choán nước 1.526 tấn Anh (1.550 t) khi nổi và 2.424 tấn Anh (2.463 t) khi lặn. Chúng trang bị động cơ diesel dẫn động máy phát điện để cung cấp điện năng cho bốn động cơ điện, đạt được công suất 5.400 shp (4.000 kW) khi nổi và 2.740 shp (2.040 kW) khi lặn, cho phép đạt tốc độ tối đa 20,25 hải lý trên giờ (37,50 km/h) và 8,75 hải lý trên giờ (16,21 km/h) tương ứng. Tầm xa hoạt động là 11.000 hải lý (20.000 km) khi đi trên mặt nước ở tốc độ 10 hải lý trên giờ (19 km/h) và có thể hoạt động kéo dài đến 75 ngày.
Tương tự như lớp Gato dẫn trước, lớp Balao được trang bị mười ống phóng ngư lôi 21 in (530 mm), gồm sáu ống trước mũi và bốn ống phía phía đuôi tàu, chúng mang theo tối đa 24 quả ngư lôi. Vũ khí trên boong tàu gồm một hải pháo 4 inch/50 caliber, một khẩu pháo phòng không Bofors 40 mm nòng đơn và một khẩu đội Oerlikon 20 mm nòng đôi, kèm theo hai súng máy .50 caliber. Trên tháp chỉ huy, ngoài hai kính tiềm vọng, nó còn trang bị ăn-ten radar SD phòng không và SJ dò tìm mặt biển. Tiện nghi cho thủy thủ đoàn bao gồm điều hòa không khí, thực phẩm trữ lạnh, máy lọc nước, máy giặt và giường ngủ cho hầu hết mọi người, giúp họ chịu đựng cái nóng nhiệt đới tại Thái Bình Dương cùng những chuyến tuần tra kéo dài đến hai tháng rưỡi.
Thoạt tiên được đặt hàng như là chiếc Obispo, con tàu được đổi tên thành Picuda vào ngày 24 tháng 9, 1942 trước khi được đặt lườn tại Xưởng hải quân Portsmouth ở Kittery, Maine vào ngày 15 tháng 3, 1943. Nó được hạ thủy vào ngày 12 tháng 7, 1943, được đỡ đầu bởi bà Robert H. English, vợ góa Chuẩn đô đốc English, nguyên Tư lệnh Lực lượng Tàu ngầm Hạm đội Thái Bình Dương, và được cho nhập biên chế cùng Hải quân Hoa Kỳ vào ngày 16 tháng 10, 1943 dưới quyền chỉ huy của Hạm trưởng, Thiếu tá Hải quân Albert Raborn.

## Lịch sử hoạt động

### 1943
Picuda tiếp tục ở lại Xưởng hải quân Portsmouth để hoàn tất việc trang bị cho đến ngày 18 tháng 11, 1943, khi nó lên đường để chạy thử máy, hoàn tất thử nghiệm ngư lôi ngoài khơi Newport, Rhode Island từ ngày 14 đến ngày 16 tháng 12, và chuyển đến Căn cứ Tàu ngầm Hải quân New London tại New London, Connecticut cho đợt thực hành huấn luyện sau cùng. Nó khởi hành từ New London vào ngày 1 tháng 1, 1944 và đi đến Balboa, Panama vào ngày 13 tháng 1 trước khi hướng sang khu vực Thái Bình Dương. Đi đến Trân Châu Cảng vào ngày 27 tháng 1, nó gia nhập Lực lượng Tàu ngầm Hạm đội Thái Bình Dương trong thành phần Đội tàu ngầm 201 thuộc Hải đội Tàu ngầm 20.

### 1944

#### Chuyến tuần tra thứ nhất
Khởi hành từ Trân Châu Cảng vào ngày 17 tháng 2 cho chuyến tuần tra đầu tiên trong chiến tranh, Picuda hướng sang vùng biển quần đảo Caroline, đi đến khu vực tuần tra được chỉ định vào ngày 29 tháng 2. Tại một khu vực không xa Truk vào ngày 2 tháng 3, nó đã đánh chìm chiếc pháo hạm cũ Shinyo Maru (2.672 tấn) tại tọa độ 6°25′B 148°31′Đ / 6,417°B 148,517°Đ. Sau đó nó phải lặn sâu để né tránh một loạt 15 quả mìn sâu được các tàu hộ tống thả xuống phản công.
Đến ngày 18 tháng 3, Picuda chuyển sang tuần tra dọc tuyến đường hàng hải giữa Saipan và Palau, và đến xế trưa đã phóng trúng ngư lôi vào một tàu chở dầu lớn của đối phương. Tuy nhiên, đợt phản công của hai tàu khu trục đối phương buộc nó phải lẫn tránh nên đã để mục tiêu chạy thoát. Con tàu đang đi ngầm ở độ sâu kính tiềm vọng ở vị trí khoảng 32 nmi (59 km) về phía Bắc đảo Yap lúc sau nữa đêm ngày 19 tháng 3, khi nó phát hiện mục tiêu và phóng bốn quả ngư lôi tấn công, trúng đích hai quả và đánh chìm được chiếc tàu chở hàng Hoko Maru (1.504 tấn) tại tọa độ 10°09′B 138°10′Đ / 10,15°B 138,167°Đ; 29 thành viên thủy thủ đoàn đã thiệt mạng cùng con tàu.
Ngoài khơi bờ biển phía Tây đảo Yap vào ngày 30 tháng 3, Picuda tiếp cận một đoàn hai tàu chở hàng được hai tàu khu trục hộ tống, phóng năm quả ngư lôi nhắm vào chiếc tàu chở hàng lớn nhất. Quả thứ nhất trúng đích khiến mục tiêu chết đứng giữa biển, và quả thứ hai trúng mạn trái phía đuôi tàu đã khiến chiếc tàu chở hàng Atlantic Maru (5.873 tấn) lật úp tại tọa độ 12°15′B 145°42′Đ / 12,25°B 145,7°Đ. Hai tàu khu trục đối phương đã phẩn công quyết liệt với 26 quả mìn sâu, nhưng chiếc tàu ngầm đã thoát được. Chỉ còn lại một quả ngư lôi, nó kết thúc chuyến tuần tra và quay trở về căn cứ tại đảo Midway vào ngày 5 tháng 4.

#### Chuyến tuần tra thứ hai
Sau khi được tái trang bị, Picuda phục vụ một đợt huấn luyện cho sĩ quan và thủy thủ đoàn mới ngoài khơi Midway từ ngày 28 đến ngày 30 tháng 4. Ba ngày sau đó, nó tham gia một đội tấn công phối hợp ("Bầy sói") vốn bao gồm các tàu ngầm Perch và Peto. "Bầy sói" khởi hành từ Midway vào ngày 4 tháng 5 cho chuyến tuần tra tại vùng biển ngoài khơi Đài Loan. Tại khu vực đảo Đông Sa thuộc biển Đông vào ngày 22 tháng 5, Picuda đã phóng bốn quả ngư lôi tấn công và đánh chìm pháo hạm Hashidate (1.200 tấn) tại tọa độ 21°18′B 117°12′Đ / 21,3°B 117,2°Đ, đồng thời gây hư hại năng cho chiếc Tsukauba Maru (3.172 tấn) trong cùng loạt ngư lôi. Tsukauba Maru bị máy bay Không lực đánh chìm một ngày sau đó.
Đến ngày 2 tháng 6, Picuda phát hiện một đoàn tàu vận tải 12 chiếc đang đi dọc bờ biển Đài Loan. Sau khi thông báo vị trí mục tiêu cho các tàu ngầm khác trong "Bầy sói", nó lách qua giữa các tàu hộ tống và phóng ngư lôi nhắm vào một tàu chở dầu lớn, nghe được ba tiếng nổ lớn, và sau đó cơ động né tránh nhiều quả mìn sâu được các tàu hộ tống thả xuống phản công. Nó tiếp tục tuần tra ngoài khơi Đài Loan cho đến ngày 4 tháng 6, rồi băng qua phía đông quần đảo Ryūkyū để đến vị trí phía Bắc Chichi Jima vào ngày 14 tháng 6. Hai ngày sau đó, nó được lệnh rút lui về căn cứ, đi đến Midway vào ngày 22 tháng 6 và đến Trân Châu Cảng vào ngày 27 tháng 6.

#### Chuyến tuần tra thứ ba
Dưới quyền chỉ huy của Hạm trưởng mới, Trung tá Hải quân Glynn R. Donaho, Picuda tham gia một "Bầy sói" bao gồm các tàu ngầm Spadefish (SS-411) và Redfish (SS-395), rồi xuất phát từ Trân Châu Cảng vào ngày 23 tháng 7 cho chuyến tuần tra tại khu vực eo biển Luzon giữa Đài Loan và đảo Luzon. Vào ngày 25 tháng 8, nó phát một đoàn tàu mười chiếc đang di chuyển cách bờ biển Luzon khoảng 4.000 yd (3.700 m). Lách qua năm tàu hộ tống và dưới sự giám sát của ba máy bay đối phương tuần tra trên không, nó phóng sáu quả ngư lôi đánh chìm tàu chở hàng Kotoku Maru (1.943 tấn), rồi tiếp tục cơ động và đánh chìm tàu khu trục Nhật Yūnagi (1.270 tấn) ở vị trí cách 20 mi (32 km) về phía Bắc Đông Bắc mũi Bojeador thuộc Luzon, tại tọa độ 18°46′B 120°46′Đ / 18,767°B 120,767°Đ, khiến 32 thành viên thủy thủ đoàn thiệt mạng và 19 người khác bị thương.
Xâm nhập sâu hơn trong eo biển Luzon vào ngày 16 tháng 9, Picuda phát hiện và tấn công vào ban ngày một đoàn tàu vận tải tám chiếc được ba tàu khu trục bảo vệ và máy bay che chở trên không. Nó đã phóng ngư lôi tấn công, trúng đích ba quả và đánh chìm được tàu chở hàng Tokushima Maru (5.975 tấn) trong eo biển Bashi, tại tọa độ 21°27′B 121°35′Đ / 21,45°B 121,583°Đ, khiến 82 hành khách, 52 thủy thủ và 44 pháo thủ tử trận, cùng gây hư hại cho hai tàu chở hàng khác. Đi xuống phía Nam khu vực tuần tra, nó phát hiện một đoàn tàu vận tải khác đi dọc bờ biển phía Bắc Luzon vào ngày 21 tháng 9; nó phóng ba quả ngư lôi nhắm vào chiếc Awaji Maru (1.948 tấn), lúc này đang vận chuyển 500 tấn đạn dược và 500 hành khách. Hai quả ngư lôi đánh trúng phòng động cơ đã khiến Awaji Maru nổ tung, vỡ làm đôi và đắm tại tọa độ 18°43′B 120°52′Đ / 18,717°B 120,867°Đ. Picuda sau đó gặp gỡ các tàu ngầm Barb (SS-220) và Queenfish (SS-393), rồi cùng đồng đội rời khu vực tuần tra để quay trở về căn cứ, đi đến Majuro vào ngày 3 tháng 10.

#### Chuyến tuần tra thứ tư
Dưới quyền chỉ huy của Hạm trưởng mới, Trung tá Hải quân Evan T. Shepard, Picuda tham gia một "Bầy sói" bao gồm các tàu ngầm Queenfish và Barb, rồi cùng khởi hành từ Majuro vào ngày 27 tháng 10 cho chuyến tuần tra thứ tư. Sau khi ghé lại Saipan trong các ngày 1 và 2 tháng 11 để tiếp thêm nhiên liệu, "Bầy sói" hướng đến khu vực phía Bắc biển Hoa Đông về phía Tây đảo Kyūshū. Tại khu vực về phía Tây Nam Nagasaki vào ngày 17 tháng 11, nó phóng ngư lôi lúc 18 giờ 15 phút tấn công tàu chở hành khách hàng hóa Mayasan Maru (9.433 tấn), lúc này đang vận chuyển binh lính thuộc Sư đoàn 23 Lục quân. Mayasan Maru đắm sau hai giờ rưỡi tại tọa độ 33°17′B 124°41′Đ / 33,283°B 124,683°Đ, khiến 56 thủy thủ, 194 pháo thủ cùng 3.187 binh lính trên tàu thiệt mạng, trở thành một trong những tổn thất hàng hải lớn nhất trong Thế Chiến II.
Đến ngày 23 tháng 11, Picuda tiếp cận một đoàn tàu vận tải ngoài khơi bán đảo Triều Tiên, luồn qua giữa hai tàu hộ tống để tấn công, đánh chìm được tàu chở hàng Shuyo Maru (6.933 tấn) lúc 03 giờ 48 phút tại tọa độ 34°14′B 128°28′Đ / 34,233°B 128,467°Đ, khiến 60 hành khách cùng 23 thủy thủ thiệt mạng. Đến 08 giờ 45 phút, nó tiếp tục đánh chìm tàu chở hành khách-hàng hóa Fukuju Maru (5.296 tấn) tại tọa độ 34°10′B 128°58′Đ / 34,167°B 128,967°Đ, khiến 28 thành viên thủy thủ đoàn tử trận. Các tàu hộ tống đã phản công với 23 quả mìn sâu được thả xuống, nhưng chiếc tàu ngầm thoát đi mà không bị hư hại. Nó rời khu vực tuần tra sáu ngày sau đó, về đến căn cứ Apra Harbor, Guam vào ngày 2 tháng 12.

### 1945

#### Chuyến tuần tra thứ năm
Khởi hành vào ngày 29 tháng 12, 1944 cho chuyến tuần tra thứ năm, hướng đến khu vực tuần tra tại eo biển Đài Loan và dọc bờ biển Trung Quốc ngoài khơi Thượng Hải. Nó nhận được thông báo phát hiện mục tiêu từ tàu ngầm Barb vào ngày 7 tháng 1, 1945, tiếp cận một đoàn tàu vận tải trong eo biển Đài Loan, và phóng trúng bốn quả ngư lôi gây hư hại cho tàu chở dầu Munakata Maru (10.045 tấn). Đến chiều ngày hôm sau, khi nhận một thông báo khác của Barb, nó luồn qua giữa hai tàu hộ tống để tiếp cận, phóng hai loạt ba quả ngư lôi phía mũi nhắm vào hai tàu chở hành khách-hàng hóa lớn, rồi quay mũi và phóng loạt ngư lôi phía đuôi nhắm vào một tàu chở dầu. Phát hiện một tàu hộ tống chỉ cách 700 yd (640 m) ngay trước mặt, nó buộc phải rời khỏi khu vực. Đợt tấn công phối hợp giữa Picuda và Barb đã khiến các tàu chở dầu ven biển Hikoshima Maru (2.854 tấn), tàu chở hàng Meiho Maru, tàu chở hàng Hisagawa Maru (6.600 tấn) và tàu chở dầu ven biển Manju Maru (6.516 tấn) bị hư hại và mắc cạn.
Picuda rời khu vực để làm nhiệm vụ tìm kiếm và giải cứu hỗ trợ cho chiến dịch không kích xuống Đài Loan của các tàu sân bay thuộc Đệ Tam hạm đội. Đến sáng sớm ngày 29 tháng 1, qua làn mưa và sương mù, nó phát hiện ít nhất ba tàu lớn và bắt đầu truy đuổi. Nó phóng ngư lôi vào các mục tiêu, bắn trúng một quả vào chiếc tàu chở hành khách và hai quả vào một tàu buôn; tuy nhiên một thủy phi cơ đối phương xuất hiện khiến chiếc tàu ngầm không thể tiếp tục tấn công. Chiếc tàu chở hành khách-hàng hóa Clyde Maru (5.497 tấn) chết đứng tại chỗ, và sau đó đắm ở vị trí khoảng 90 mi (140 km) về phía Bắc Cơ Long, Đài Loan, tại tọa độ 25°20′B 121°06′Đ / 25,333°B 121,1°Đ; 972 binh lính, 66 pháo thủ cùng 61 thành viên thủy thủ đoàn đã tử trận cùng con tàu. Kết thúc chuyến tuần tra, Picuda đi đến Tanapag Harbor, Saipan vào ngày 5 tháng 2, và về đến Trân Châu Cảng vào ngày 15 tháng 2.

#### Chuyến tuần tra thứ sáu
Khởi hành từ Trân Châu Cảng vào ngày 15 tháng 3, Picuda dành phần lớn thời gian trong chuyến tuần tra thứ sáu cho nhiệm vụ tìm kiếm và giải cứu ngoài khơi Trung Quốc. Sau khi được tiếp thêm nhiên liệu tại Apra Harbor, Guam vào ngày 29 tháng 3, đi đến khu vực tuần tra ngoài khơi eo biển Kii vào ngày 2 tháng 4, hỗ trợ cho hoạt động không kích của máy bay ném bom B-29 Superfortress xuống chính quốc Nhật Bản. Đến ngày 6 tháng 5, nó gặp gỡ tàu chị em Scabbardfish (SS-397) để tiếp nhận năm thành viên một đội bay B-29, và đưa họ đến Tanapag Harbor vào ngày 10 tháng 5.
Sau khi được bảo trì cặp bên mạn tàu tiếp liệu tàu ngầm Orion (AS-18) tại Tanapag Harbor, Picuda khởi hành vào ngày 11 tháng 5 để hướng sang vùng bờ Đông, có các chặng dừng tại Trân Châu Cảng; San Francisco, California; và băng qua kênh đào Panama trước khi đi đến Xưởng hải quân Portsmouth Kittery, Maine vào ngày 22 tháng 6 để được đại tu. Đang khi nó vẫn còn trong xưởng tàu, Nhật Bản chấp nhận đầu hàng vào ngày 15 tháng 8, giúp chấm dứt vĩnh viễn cuộc xung đột. Picuda được điều động sang Đôi tàu ngầm 201 thuộc Hải đội Tàu ngầm 20, Hạm đội Đại Tây Dương, và khi rời xưởng tàu vào ngày 18 tháng 10, nó chuyển đến Căn cứ Tàu ngầm Hải quân New London vào ngày 31 tháng 10, bắt đầu hoạt động như một tàu huấn luyện cho Trường Tàu ngầm Hải quân.

### 1946
Rời New London vào ngày 12 tháng 11, Picuda có một chuyến đi huấn luyện, bao gồm các lượt viếng thăm Key West, Florida và Havana, Cuba. Sau khi quay trở về New London vào ngày 26 tháng 11, nó chuyển đến Xưởng hải quân Portsmouth vào ngày 12 tháng 12, nơi con tàu được bảo quản ở chế độ không hoạt động, rồi đến ngày 15 tháng 1, 1946, nó được điều sang Đội tàu ngầm 81 trực thuộc Hải đội tàu ngầm 8 Hạm đội Đại Tây Dương.
Picuda được điều trở lại Căn cứ Tàu ngầm Hải quân New London vào ngày 19 tháng 2, rồi cùng năm tàu ngầm khác lên đường vào ngày 25 tháng 2 cho một lượt hoạt động tại khu vực Balboa, Panama, và đi ngang qua St. Thomas, để quay trở về New London vào ngày 27 tháng 3. Chiếc tàu ngầm lại đi đến Xưởng hải quân Portsmouth vào ngày 27 tháng 3 để chuẩn bị ngừng hoạt động, rồi được kéo đến vào ngày 19 tháng 9, nơi nó được cho xuất biên chế vào ngày 25 tháng 9, 1946, và đưa về Đội New London thuộc Hạm đội Dự bị Đại Tây Dương.

### 1953 - 1972
Vào cuối năm 1952, Picuda được kéo đến Xưởng hải quân Portsmouth để được hiện đại hóa trong khuôn khổ Chương trình Công suất đẩy dưới nước lớn hơn (GUPPY IIA), giúp cải thiện đáng kể tốc độ lặn dưới nước và tầm xa hoạt động. Nó tái biên chế trở lại vào ngày 19 tháng 6, 1953 dưới quyền chỉ huy của Hạm trưởng, Thiếu tá Hải quân Ted N. Swain, và công việc cải biến hoàn tất vào ngày 24 tháng 8. Nó chuyển đến căn cứ New London để gia nhập Đội tàu ngầm 122 trực thuộc Hải đội tàu ngầm 12.
Đi ngang qua Norfolk, Virginia và Nassau, Bahamas, Picuda đi đến Key West, Florida vào ngày 17 tháng 9, 1953, nơi nó đảm nhiệm vai trò tàu huấn luyện cho Trường tàu ngầm Key West cho đến tháng 9, 1959. Nhiệm vụ này bao gồm các hoạt động tại khu vực Key West và các cảng trong vịnh Mexico, cùng những chuyến đi huấn luyện đến Cuba, Jamaica và Haiti. Một lượt hoạt động đặc biệt xuất phát từ Norfolk để thử nghiệm phát triển chống tàu ngầm, kéo dài từ ngày 24 tháng 4 đến ngày 20 tháng 5, 1954. Con tàu lại khởi hành từ Key West vào ngày 3 tháng 9, 1954 để đi sang hoạt động vùng biển Bắc Đại Tây Dương, đi đến Londonderry, Bắc Ireland vào ngày 24 tháng 9, nơi nó tập trận phối hợp cùng tàu chiến Hải quân Hoàng gia Anh; sau đó nó hướng sang khu vực Địa Trung Hải, đi đến Gibraltar vào ngày 29 tháng 10 để cùng các đơn vị thuộc Đệ Lục hạm đội tham gia cuộc tập trận "Bright Bonfire". Nó quay trở lại Londonderry vào ngày 14 tháng 11, và tiếp tục thực hành chống tàu ngầm cùng các đơn vị Hải quân Hoàng gia, cho đến khi lên đường quay trở về nhà vào ngày 25 tháng 11 và về đến Key West vào ngày 11 tháng 12.
Vào ngày 6 tháng 1, 1958, Picuda lại khởi hành từ Key West, và đi đến Gibraltar vào ngày 18 tháng 1, cho một lượt phục vụ khác tại khu vực Địa Trung Hải. Nó tham gia hoạt động cùng Đệ Lục hạm đội trong cuộc Tập trận "Ascendex" và viếng thăm các cảng Palma và Barcelona, Tây Ban Nha; Monaco; và Genova, Ý. Nó rời Gibraltar vào ngày 18 tháng 8 để thực hành tìm-diệt tàu ngầm cùng các tàu khu trục tại vùng biển ngoài khơi Cuba và Jamaica trước khi quay trở về vào ngày 11 tháng 10. Chiếc tàu ngầm được đại tu tại Xưởng hải quân Charleston từ ngày 13 tháng 10, 1958 đến ngày 12 tháng 3, 1959, rồi huấn luyện ôn tập tại khu vực New London, Connecticut–Newport, Rhode Island trước khi quay trở lại Key West vào ngày 27 tháng 3.
Lượt phục vụ thứ ba tại khu vực Địa Trung Hải được bắt đầu vào ngày 1 tháng 6, 1959, khi Picuda khởi hành từ Key West, ghé đến Norfolk vào ngày 4 tháng 6 và đi đến Gibraltar vào ngày 15 tháng 6. Trong lượt hoạt động này chiếc tàu ngầm đã viếng thăm Naples và Genova, Ý; Marseilles, Pháp; và Lisbon, Bồ Đào Nha, rồi rời Lisbon vào ngày 26 tháng 8 để quay trở về Key West, Florida. Nhân kỷ niệm 50 thành lập Không lực Hải quân, con tàu đã đi đến căn cứ không lực hải quân tại Pensacola, Florida, nơi công chúng có dịp tham quan bên trong con tàu. Vào năm 1961, nó ghé đến vịnh Guantánamo, Cuba trước khi được đại tu tại Xưởng hải quân Charleston trong năm tháng. Sang năm 1962, nó lại có hai lượt viếng thăm vịnh Guantánamo trước khi thực hiện chuyến đi vòng quanh Nam Mỹ, hoạt động phối hợp cùng hải quân các nước Brazil, Argentina, Uruguay, Chile và Peru. Chuyến đi này bị cắt ngắn do xảy ra vụ Khủng hoảng tên lửa Cuba, và chiếc tàu ngầm phải quay trở về Key West.
Trong giai đoạn 1963-1964, Picuda dành phần lớn thời gian hoạt động ngoài khơi Key West và vùng biển Caribe; nó có hai chuyến đi sang vịnh Guantánamo, và một đợt đại tu tại Xưởng hải quân Philadelphia. Đến năm 1966, nó lại có một phục vụ tại khu vực Địa Trung Hải cùng Đệ Lục hạm đội kéo dài ba tháng, tham gia các cuộc tập trận chống tàu ngầm trong Khối NATO và cùng với Hải quân Pháp và Ý. Đến cuối năm 1966 nó lại có lượt viếng thăm vịnh Guantánamo. Sang năm 1967, chiếc tàu ngầm tham gia cuộc Tập trận "Quick Pursuit" trong khuôn khổ Khối NATO tại vùng biển Bắc Đại Tây Dương, rồi viếng thăm Bergen, Na Uy và Portsmouth, Anh trước khi quay trở về Key West.
Vào lúc nó xuất biên chế vào ngày 1 tháng 10, 1972, Picuda giữ kỷ lục là con tàu phục vụ lâu nhất cùng Hải quân Hoa Kỳ với 28 năm, 11 tháng và 15 ngày. Con tàu giữ kỷ lục này trước nó là tàu ngầm USS O-4 (SS-65).

### Narciso Monturiol(S33)
Picuda được chuyển giao cho Tây Ban Nha trong khuôn khổ Chương trình viện trợ quân sự vào ngày 1 tháng 10, 1972, và được đổi tên thành Narciso Monturiol (S33), tên được đặt theo Narcís Monturiol (1819-1885), họa sĩ, kỹ sư và là nhà phát minh Tây Ban Nha đã chế tạo ra một tàu ngầm chạy động cơ hơi nước. Con tàu được cho tên rút khỏi danh sách Đăng bạ Hải quân Hoa Kỳ vào ngày 1 tháng 11, 1974, và quyền sở hữu được chuyển cho Tây Ban Nha vào ngày 18 tháng 11, 1974. Nó gặp trục trặc kỹ thuật nên ngừng hoạt động từ năm 1975, rồi rút biên chế khỏi Hải quân Tây Ban Nha vào ngày 30 tháng 4, 1977, và cuối cùng bị bán để tháo dỡ vào ngày 31 tháng 12, 1984.

## Phần thưởng
Picuda được tặng thưởng sáu Ngôi sao Chiến trận do thành tích phục vụ trong Thế Chiến II. Nó được ghi công đã đánh chìm 12 tàu Nhật Bản với tổng tải trọng 49.539 tấn.
|  |                           |  |
|  | Silver star · Bronze star |  |

| Dãi băng Hoạt động Tác chiến  |                                                                         |                                      |
| Huân chương Chiến dịch Hoa Kỳ | Huân chương Chiến dịch Châu Á-Thái Bình Dương với 6 Ngôi sao Chiến trận | Huân chương Chiến thắng Thế Chiến II |